# بورسورچوک
بورسورچوک (به مجاری:  Borszörcsök) یک شهرداری در مجارستان است که در وسپرم واقع شده‌است. بورسورچوک ۱۱٫۸ کیلومتر مربع مساحت و ۳۹۱ نفر جمعیت دارد.